# Madhesh
La province de Madhesh est l'une des sept provinces du Népal.
L'échelon administratif de la province est introduit par la constitution népalaise de 2015, chacune d'entre elles ayant sa propre assemblée et son gouvernement provincial. En octobre 2017, quatre provinces restent avec un nom provisoire faute d'accord par l'assemblée. Elle se dénomme provisoirement Province n°2.
Divers noms ont été proposés pour la province, tels que Madhesh Pradesh (en lien avec le peuple Madheshi (en) qui habite dans les plaines du sud du Népal), avec Janakpur comme chef-lieu. Lors d'un vote le 17 mars 2020, les quatre noms proposés ont été rejetés faute d'avoir obtenu les deux tiers des voix. En janvier 2022, le parlement provincial officialise la dénomination de la province, avec Janakpur comme capitale.

## Composition administrative
La province est divisée en huit districts. Chaque district est lui-même composé de municipalités ou municipalités rurales. Les municipalités incluent une grande ville, trois villes moyennes et 73 autres municipalités dont 59 rurales.
| N° | Nom       | Népalais  | Chef-lieu | Population (2011) | Surface   | Website |
| -- | --------- | --------- | --------- | ----------------- | --------- | ------- |
| 1  | Saptari   | सप्तरी जिल्ला  | Rajbiraj  | 639 284           | 1,363 km2 |         |
| 2  | Parsa     | पर्सा जिल्ला   | Birganj   | 601 017           | 1,353 km2 |         |
| 3  | Sarlahi   | सर्लाही जिल्ला  | Malangwa  | 769 729           | 1,259 km2 |         |
| 4  | Bara      | बारा जिल्ला    | Kalaiya   | 687 708           | 1,190 km2 |         |
| 5  | Siraha    | सिराहा जिल्ला   | Siraha    | 637 328           | 1,188 km2 |         |
| 6  | Dhanusha  | धनुषा जिल्ला   | Janakpur  | 754 777           | 1,180 km2 |         |
| 7  | Rautahat  | रौतहट जिल्ला  | Gaur      | 686 722           | 1,126 km2 |         |
| 8  | Mahottari | महोत्तरी जिल्ला | Jaleshwor | 627 580           | 1,002 km2 |         |